# 亞布盧尼夫卡 (霍羅希夫市鎮)
50°44′29″N 28°18′1″E / 50.74139°N 28.30028°E
亞布盧尼夫卡（烏克蘭語：Яблунівка），是烏克蘭北部的村莊，隸屬日托米爾州的日托米爾區霍罗希夫市镇。該村始建於1831年，面積30平方公里，2024年人口1，人口密度每平方公里0.9人。